# Mesaster
Mesaster là một chi bướm đêm thuộc họ Geometridae.